# 율리우스 에볼라
줄리오 체자레 안드레아 에볼라(이탈리아어: Giulio Cesare Andrea Evola, 1898년 5월 19일 ~ 1974년 6월 11일)는 이탈리아의 극우 철학자였다. 에볼라는 자신의 가치를 전통주의, 귀족주의, 군국주의, 제국주의로 간주했다. 파시스트 이탈리아의 특이한 사상가였으며 나치 독일과도 관계가 있었다. 전후 시대에 그는 이탈리아의 신파시스트 및 급진우파의 이념적 멘토였다.
에볼라는 로마에서 태어났다. 그는 제1차 세계대전에서 포병 장교로 복무했다. 그는 다다 예술가가 됐으나 20대에 그림 그리는 것을 포기했다. 그는 불경을 읽다가 계시를 받을 때까지 자살을 고려했다고 말했다. 1920년대에 그는 오컬트에 참여했다. 그는 서양 밀교와 동양의 신비주의에 대해 글을 쓰면서 "마술적 이상주의"라는 교리를 발전시켰다. 그의 글은 독일 관념론, 동양의 교리, 전통주의, 전간기 보수 혁명의 다양한 아이디어를 혼합했다. 에볼라는 인류가 물질적 욕망이 폭발한 암흑시대인 칼리 유가에 살고 있다고 믿었다. 이에 대항하고 원초적 재생을 일으키기 위해 에볼라는 "전통의 세계'를 제시했다. 에볼라에게 전통은 기독교가 아닌―그는 신을 믿지 않았다―권위, 계층, 질서, 규율 및 순종의 가치를 지닌 영원한 초자연적 지식이었다.
에볼라는 파시스트 이탈리아의 인종 법률을 옹호했고 결국 이탈리아의 대표적인 "인종 철학자"가 됐다. 에볼라의 자서전적 발언은 그가 SS와 나치당의 정보 기관인 보안국에서 근무했다는 것을 암시한다. 그는 1943년 이탈리아의 파시스트 정권이 무너지자 나치 독일로 도피했으나 괴뢰인 살로 정부 하에서 로마로 돌아와 급진우익 단체를 조직했다. 1945년 비엔나에서 소련 포탄 파편이 그를 허리 아래부터 마비시켰다. 1951년 재판에서 에볼라는 자신이 파시스트라는 주장을 거부하고 대신 스스로를 "슈퍼파시스타" (직역: '슈퍼파시스트')라고 불렀다. 이 진술에 관해 역사가 엘리사베타 카시나 볼프는 "이것이 에볼라가 자신을 파시즘 위 혹은 너머에 두었다는 것을 의미하는지는 불분명하다"고 썼다.
에볼라는 제2차 세계대전 이후 이탈리아 급진우파의 "수석 이념가"로 불렀으며 그의 철학은 "20세기에서 가장 일관된 반평등주의, 반자유주의, 반민주주의, 반대중적 체계" 중 하나로 특징지어졌다. 에볼라의 글에는 여성혐오, 인종주의, 반유대주의, 기독교 및 가톨릭교회에의 공격이 포함됐다. 그는 현대의 전통주의자와 신파시스트 운동에 계속 영향을 미치고 있다.

## 어린 시절
줄리오 체자레 에볼라는 1898년 5월 19일 로마에서 태어났다. 전신기 수리공 책임자인 빈센초 에볼라(1854년생)와 지주인 콘체타 망기아파네(1865년생)의 둘째 아들이었다. 당시 시칠리아의 명명 관습에 따라 에볼라는 부분적으로 외할아버지의 이름을 따서 명명됐다. 그의 부모는 모두 시칠리아 북서쪽 해안에 있는 팔레르모도의 작은 마을인 치니지에서 태어나 1892년 11월 25일에 그곳에서 결혼했다. 에볼라의 친할아버지는 목수였던 기우세페 에볼라와 마리아 쿠수마노였다. 에볼라의 외조부는 가게 주인으로 알려진 체사레 망기아파네와 그의 아내 카테리나 무나코였다. 줄리오 체사레 에볼라는 1895년 로마에서 태어난 형 기우세페 가스파레 디나모 에볼라가 있었다. 에볼라는 어린 시절에 대한 세부 사항을 중요하지 않다고 생각했으며 개인 생활의 일부 세부 사항을 숨긴 것으로 유명하다.
그는 때때로 남작으로 묘사되는데, 아마도 중세 후기 시칠리아 왕국의 카스트로피냐노의 남작이었던 소규모 귀족 가문인 에볼리와의 먼 관계 때문일 것이다. 그는 고대 로마와의 연결 고리로 율리우스라는 이름을 채택했다.
에볼라는 가톨릭적 양육에 반항했다. 그는 로마의 레오나르도 다빈치 기술 연구소에서 공학을 공부했지만 과정을 마치지 않았는데,"부르주아 학문적 인정"과 "의사 및 엔지니어"와 같은 직함과 연관되고 싶지 않았기 때문이라고 나중에 주장했다. 10대 시절에 에볼라는 자신이 타고난 재능 중 하나로 여겼던 그림과 오스카 와일드, 가브리엘레 단눈치오를 포함한 문학에 몰두했다. 그는 프리드리히 니체와 오토 바이닝거와 같은 철학자들을 탐독했다. 다른 초기 철학적 영향으로는 이탈리아 문인 카를로 미셸슈테터와 독일의 후기 헤겔 사상가 막스 슈티르너가 있다.
그는 아방가르드에 매료됐고 대학에 다니는 동안 필리포 톰마소 마리네티의 미래주의 운동에 잠시 관여했다. 그는 극단적인 민족주의와 산업 옹호에 동의하지 않아 1916년에 마리네티와 결별했다. 제1차 세계대전 때 에볼라는 아시아고 고원에서 포병 장교로 복무했다. 이탈리아가 (에볼라가 규율과 위계 때문에 존경한 독일에 맞서) 잘못된 편에서 싸우고 있다는 우려에도 불구하고, 에볼라는 1917년 자원 입대하여 이듬해에 잠시 최전선에서 복무했다. 에볼라는 전쟁 후 민간인 생활로 돌아와 이탈리아 다다이스트 운동의 화가가 됐다. 그는 자신의 그림을 "내면의 풍경"이라고 설명했다. 그는 프랑스어로 시를 썼고 클래식 음악과 함께 카바레에서 낭송했다. 그의 그림과 시, 그리고 단명한 저널 Revue Bleue에서의 작업을 통해 그는 이탈리아에서 다다이즘의 저명한 대표자가 됐다. (자서전에서 에볼라는 자신의 다다이즘을 합리주의적 문화적 가치에 대한 공격으로 묘사했다) 1922년, 아방가르드 예술이 상업화되고 학문적 관습에 의해 경직되고 있다는 결론을 내린 후 그는 그림과 시를 포기했다. 에볼라는 열렬한 등산가였으며 그것을 계시적인 영적 경험의 원천으로 묘사했다.

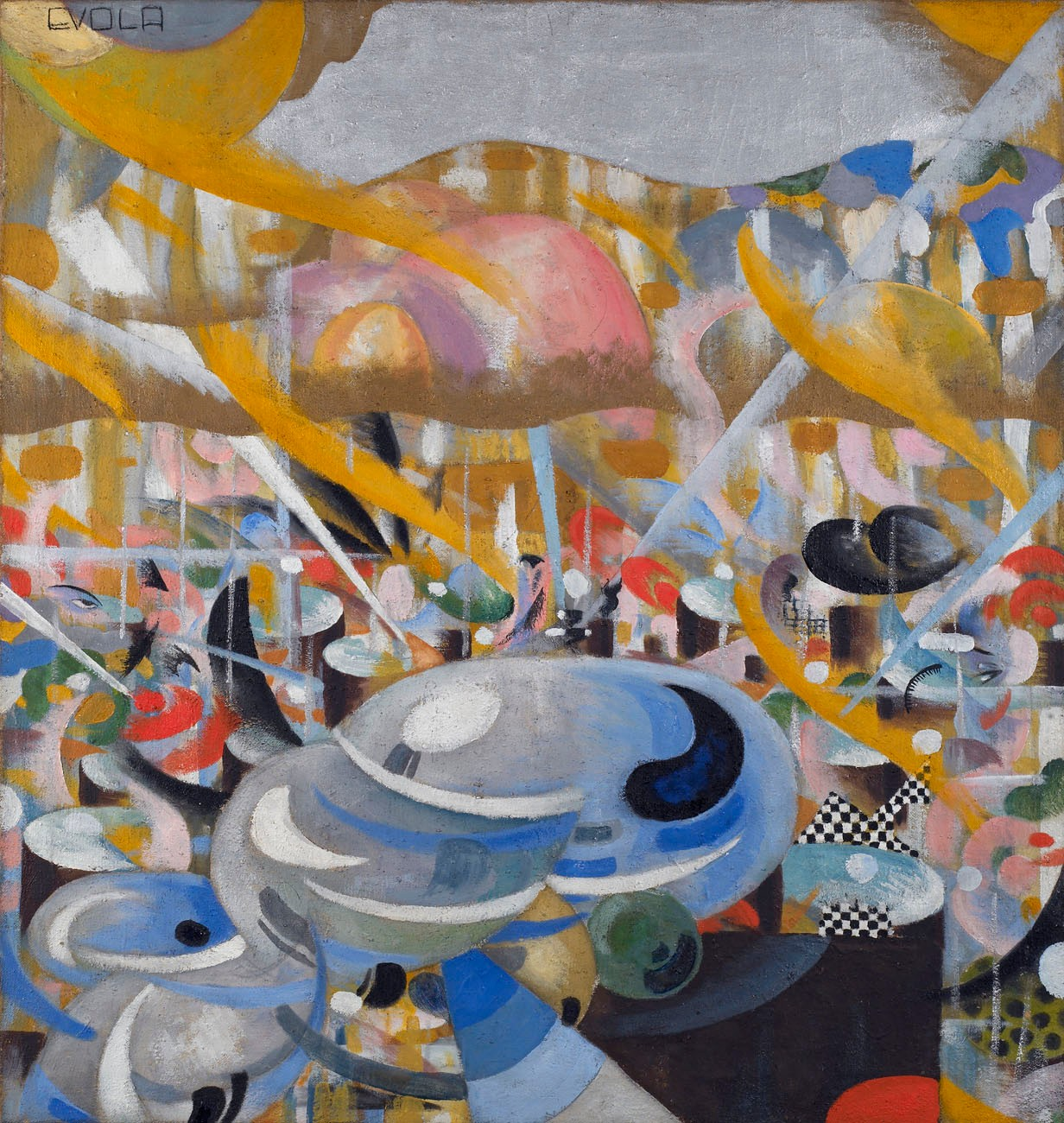
다섯 시 차, 1917

에볼라는 민간 생활에 대한 편협함과 정상적인 인간 활동의 "공허함을 초월"하려는 욕구로 인해 "영적 위기"를 겪었다. 그는 환각제와 마술을 실험했는데, 그가 쓴 바에 따르면 거의 미칠 뻔했다고 한다. 1922년, 23세의 나이에 자살을 생각했다고 그는 The Cinnabar Path에 적었다. 그는 절대적 초월 외의 모든 형태의 정체성을 벗어버리는 것을 다룬 초기 불경을 읽는 동안 깨달은 계시 덕분에 자살을 피할 수 있었다고 말했다.
에볼라는 나중에 불교에 대한 빚을 갚은 것으로 여긴 깨달음의 교리라는 텍스트를 출판했다. 이 무렵 그의 관심사는 그를 영적, 초월적, "초이성적" 연구로 이끌었다. 그는 다양한 밀교 자료들을 읽기 시작했고 점차적으로 신비주의, 연금술, 마술, 동양학, 특히 티베트 밀교 요가에 대해 더 깊이 파고들었다. 역사가 리처드 H. 드레이크는 에볼라가 동시대적 가치에서 소외된 것이 제1차 세계 대전에서 성인이 된 다른 잃어버린 세대 지식인들의 소외와 비슷했으나 타협하지 않고 편심하여 반동적인 형태를 띠었다고 적었다.

## 철학

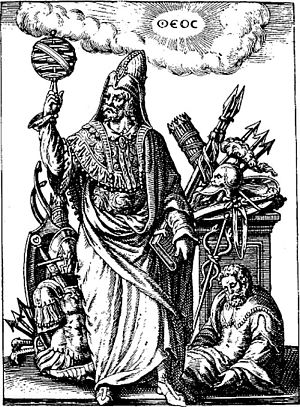
에볼라의 철학은 헤르메스 사상을 두드러지게 참조했다. (헤르메스 트리스메기스투스 그림)

에볼라의 글은 독일 관념론, 동양 교리, 전통주의, 특히 에볼라가 "개인적으로 깊이 관여했던" 전간기 보수 혁명의 사상을 혼합했다. 그는 자신을 현대의 암흑 시대(칼리 유가)와 대조적으로 고대 황금기를 지배했던 귀족 계급의 일원으로 여겼다. 에볼라는 자신의 글에서 유전과 입문을 통해 시대를 초월할 수 있었던 그 계급의 다른 사람들을 언급했다. 에볼라는 인간 역사가 일반적으로 타락했다고 생각했다. 그는 현대성을 전통에 대한 무질서의 세력의 일시적인 성공으로 보았다. 에볼라의 정의에 의하면 전통은 권위, 위계, 질서, 규율 및 복종의 절대적 가치를 지닌 영원한 초자연적 지식이었다. 매튜 로즈는 "에볼라는 기본적인 인간 활동(식사와 성, 상업과 게임, 전쟁과 사회적 교류에 이르기까지)이 전통에 의해 어떻게 의례적인 것으로 격상되었고, 그 반복성 자체가 변하지 않는 영원한 영역을 엿볼 수 있게 해주는 활동이 되었는지 보여주었다고 주장했다"고 적었다.
에볼라의 철학적 작업은 1920년대에 절대적 개인 이론과 절대적 개인 현상학으로 시작됐다. Teoria dell'individuo assoluto(절대적 개인 이론)과 Fenomenologia dell'individuo assoluto(절대적 개인 현상학)은 원래 단일 작품이었으나 편집상의 이유로 몇 년 간격으로 두 권으로 나뉘어 1927년과 1930년에 토리노의 보카라는 출판사에서 출판됐다. 이 작품은 크로체의 작품들에 의해 우세한 이탈리아의 지배적인 헤겔 사상과 달랐고 심지어 공격하기도 했다. 그러나 흥미로운 점은 베네데토 크로체가 에볼라가 그의 절대적인 개인의 이론과 현상학에 대한 출판사를 찾도록 도왔다는 것이다. 이 작품은 1924년에 시작됐으나 최종형태는 1927년과 1930년에야 출판됐다. 그러나 크로체가 에볼라를 어느 정도 도왔는지는 불확실하다.
에볼라는 신비주의, 탄트라, 헤르메스주의, 성배 신화, 서양 밀교에 대해 엄청나게 많은 글을 썼다. 독일의 이집트학자이자 밀교학자인 플로리안 에벨링은 에볼라의 헤르메스 전통이 밀교주의자들에게 헤르메스주의에 대한 "매우 중요한 작품"으로 여겨진다고 언급했다. 에볼라는 특히 체사레 델라 리비에라의 저서인 Il Mondo Magico degli Heroi에 초점을 맞추었고, 나중에 이를 현대 이탈리아어로 재출판했다. 그는 리비에라의 저서가 "고도 마술"의 목표, 즉 지상 인간을 초월적인 '신인'으로 재형성하는 것과 일치한다고 주장했다. 에볼라에 의하면, 교회의 비난을 막기 위해 추가된 "덮개"에도 불구하고, "영원한" 전토 과학이 저서를 통해 명확하게 표현될 수 있었다. 에볼라는 칼 융의 연금술 해석을 거부했으나 융은 에볼라의 헤르메스 전통을 "헤르메스 철학에 대한 권위있는 설명"이라고 말했다. 헤겔과 헤르메스 전통에서 철학자 글렌 알렉산더 매기는 융의 해석보다 에볼라의 해석을 선호했다.
에볼라는 나중에 자신이 불자가 아니며, 불교에 관한 그의 저서는 힌두 탄트라에 관한 그의 초기 작업을 균형잡기 위한 것이라고 고백했다. 에볼라의 탄트라에의 관심은 존 우드로프와의 서신을 통해 자극됐다. 에볼라는 탄트라의 능동적인 측면과 동양 영성의 다른 형태에서의 보다 "수동적인" 접근 방식보다 영적 경험에 대한 실질적인 수단을 제공한다는 그 주장에 끌렸다.
에볼라는 좌도를 따르는 "차별화된 개인"이 현대세계에 대해 어둡고 폭력적인 성적 힘을 사용한다고 주장했다. 에볼라에게 이러한 "남성적 영웅"은 관대하면서도 잔인하며, 통치할 수 있는 능력을 지니고 있으며, 관습적으로 부도덕하다고 여겨질 수 있는 "디오니소스적" 행위를 저지른다. 에볼라에게 좌도는 범죄의 수단으로 폭력을 수용한다.
A. 제임스 그레고르에 의하면, 에볼라의 영성에의 정의는 Meditations on the Peaks에서 찾을 수 있다: "영혼이 내부에서 경험하는 우월감과 신체에서 표현되는 고귀한 품행으로 성공적으로 실현되고 번역된 것". 에볼라는 페라레시가 쓴 것처럼 "자신의 내면에서 '절대성'에 도달하기 위해 노력하는 인간의 모델"을 구축하고자 시도했다. 푸르롱은 에볼라에게 초월은 "신체적, 정신적 훈련의 순수성을 통해 자신의 영적 자아를 해방하는 데 달려 있다"고 적었다. 에볼라는 초월을 향한 초연함의 "충동"과 참여적인 "전사 정신" 사이의 긴장이 자신의 삶과 일을 정의한다고 적었다.

### 마술적 이상주의
토마스 쉬핸은 "에볼라의 20년대 첫 철학 저작들은 절대 영혼과 정신의 철학에서 '절대 개인'과 행동의 철학으로 신이상주의를 재형성하는 데 전념했다"고 적었다. 따라서 에볼라는 "마술적 이상주의"라는 교리를 발전시켰는데, 이 교리는 "자아는 자신과 독립적인 현실을 가진 것처럼 보이는 모든 것이 자신의 결핍으로 인해 발생한 환상에 불과하다는 것을 이해해야 한다"고 주장했다. 에볼라에게 "절대 개인"과의 이러한 점점 더 커지는 일체성은 제약 없는 자유와 일치하며 따라서 무조건적인 권력과 일치한다. 에볼라는 1925년 저서 마술적 이상주의에 관한 에세이에서 "신은 존재하지 않는다. 자아는 자신을 신성하게 만들어 신을 창조해야 한다"고 선언했다.
시한에 의하면 에볼라는 그의 이론을 발전시키는 동안 형이상학적 신화의 힘을 발견했고, 이는 그가 담론적 지식보다 초이성적 지적 직관을 옹호하게 된 계기가 됐다. 에볼라의 관점에서 담론적 지식은 인간을 존재로부터 분리한다. 에볼라는 나중에 이렇게 적었다. "우리가 전통의 세계를 이해할 수 있게 해주는 신실은 '배울 수 있는' 또는 '논의할 수 있는' 진실이 아니다. 그것은 존재하거나 존재하지 않는다. 우리는 그것을 기억할 수 있을 뿐이며, 그것은 우리가 다양한 인간적 구성(이들 중 가장 우요한 것은 허가된 '연구자'의 결고와 방법)이 나타내는 장애물에서 벗어나고 전통적 관점과 동일한 비인간적 관점에서 볼 수 있는 능력을 깨달을 때만 가능하다... 전통적 진실은 항상 본질적으로 비인간적이라고 여겨져 왔다."
에볼라는 "두 가지 본성", 즉 자연 세계와 원초적인 "존재의 세계"에 대한 교리를 발전시켰다. 그는 이 "두 가지 본성"이 하위 물질에 형태와 질을 부여하고 위계적인 "존재의 거대한 사슬"을 만들어낸다고 믿었다. 그는 "영적 활력"을 이 가정된 초월적 원리에 대한 방향을 의미하는 것으로 이해했다. 그는 국가가 이 '위로부터의 명령"과 그에 따른 개인의 "유기적 형성"에 따른 위계적 차별화를 반영해야 한다고 주장했다. 그에게 "유기적 형성"이란 "특정한 기능을 위해 자신의 재능과 자격을 모으고 보존하고 정제하는 것"을 의미했다.

### 원형 단체
에볼라의 주요 접촉자 중에는 기독교와 민주주의를 비판하고 고대 로마 귀족을 옹호한 아르투로 레기니가 있었다. 레기니는 파시스트 이탈리아의 부상을 환영했고 "문화적 마술"을 장려함으로써 기독교 이전의 영성으로 회귀하고자 했다. 레기니를 통해 에볼라는 당시 전통주의의 주요 인물이자 신비주의에 관심을 공유했던 프랑스 동양학자 르네 게농에게 소개됐다. 게농의 1927년 저서 현대세계의 위기는 에볼라가 현대성에 대한 비판을 중심으로 자신의 생각을 정리하도록 영감을 주었다. 에볼라가 "스승"이라고 불렀던 게농은 에볼라가 토론할 가치가 있다고 생각한 몇 안 되는 작가 중 한 명이 됐다. 1927년, 레기니와 에볼라는 다른 이탈리아 밀교주의자들과 함께 Gruppo di Ur("원형 단체")를 창립했다. 이 단체의 목적은 구성원들의 개인적 정체성을 초인적인 힘과 자각 상태로 끌어올려 세계에 마술적 영향을 미칠 수 있도록 하는 것이었다. 이 단체는 불교, 밀교, 휘기한 헤르메스 문헌의 기술을 사용했다. 그들은 고대 로마 종교의 부흥을 통해 당시 급성장하던 파시스트 운동에 "영혼"을 제공하고 밀교를 통해 파시스트 정권에 영향을 미치는 것을 목표로 했다.
원형 단체의 오컬트주의에 대한 기사는 나중에 마법 입문에 게재됐다. 그러나 레기니의 프리메이슨 지원은 에볼라에게 논란이 됐다. 결국 레기니는 에볼라와 결별하고 1928년 원형 단체를 떠났다. 레기니는 그가 이교 제국주의라는 책에서 자신의 생각을 표절했다고 비난했다. 그러나 에볼라는 이 책이 너무나 일찍 출판된 것에 관해 그를 비난했다. 에볼라의 후기 작업은 게농의 현대세계의 위기에 상당한 빚을 졌으나 그는 묵상보다 행동을, 교회보다 제국을 더 중시함으로써 게농과 달랐다.

### 성과 성역할
에볼라는 "성 간의 공정한 관계"란 여성이 남성과의 "불평등"을 인정하는 것을 포함한다고 주장했다. 그는 "여성은 여성으로서만 우월할 수 있으나, 남성을 본받고자 하는 순간부터 그녀는 원숭이에 불과하다"는 조제프 드 메스트르의 진술을 인용했다. 에볼라는 특정 인종의 남성에게 기대되는 더 높은 자질은 같은 인종의 여성에게 기대되는 것이 아니라고 믿었다. 에볼라는 여성 해방이 "여성이 여성으로서의 권리를 포기하는 것"이라고 믿었다. 에볼라는 여성은 "전통적으로 남성과의 관계를 통해서만 신성한 계층적 질서에 참여할 수 있었다"고 썼다. 그는 이상적인 성적 관계의 특징으로 고대 힌두교의 사티(자살)를 꼽았는데, 그에게 이는 여성이 가부장적 전통을 존중한다는 것을 나타내는 희생의 한 형태였다. "순수하고 여성스러운" 여성에게 "남성은 단순한 남편이나 연인이 아니라 주인으로 인식된다." 여성은 남성에게 완전히 복종하는 것에서 진정한 정체성을 찾을 것이다.
에볼라는 모계 사회와 여신 종교를 타락의 증상으로 여겼고, 극도로 남성적인 전사 정신을 선호했다. 그는 "전사 무리" 또는 "전사 사회"의 모델로서 Männerbund('남성유대') 개념을 지지한 한스 블뤼허의 영향을 받았다. 구드릭클라크는 오토 바이닝거의 책인 성과 성격이 에볼라의 남녀 영성 이원론에 근본적으로 영향을 미쳤다고 언급했다. 구드릭클라크에 의하면, "에볼라의 남성적 영성에 대한 찬양은 제1차 세계대전이 끝날 무렵 널리 번역된 바이닝거의 작품에 뿌리를 두고 있다." 그는 동성애를 자신의 목적에 "쓸모없다"고 비난했다. 그는 사디즘과 마조히즘이 "에로스의 가장 깊은 본질에 잠재적으로 존재하는 요소의 확대"인 한 사도마조히즘을 소홀히 하지 않았다. 그렇다면, "초월적이고 아마도 황홀한 방식으로 성의 가능성을 확장"하는 것이 가능할 것이다.
에볼라는 여성이 남성과 "놀고", 남성성을 위협하고, 남성을 성적으로 "제한적인" 손아귀로 유혹한다고 주장했다. 그는 "남성이 진정한 남성성의 겉모습만 유지할 때 여성이 본래의 모습으로 돌아갈 것이라고 기대해선 안 된다"고 적었고 "남성이 성을 통제하는 대신 성에 의해 통제되고 술 취한 사람처럼 헤매고 다닌다"고 한탄했다. 그는 위협에의 전략을 보았던 탄트라와 성 마술에서 "거세된" 서구에 대항할 수단을 찾았다고 믿었다. 에볼라는 또한 "처녀에 대한 의례적 폭행", "여성 채찍질"이 적절한 "임계적 정신적 기후"를 만들어내는 데 필요한 강도로 수행되는 한 "의식 고양"의 수단이라고 말했다.
에볼라는 바이닝거의 성과 성격을 이탈리아어로 번역했다. 그는 단순히 바이닝거의 작품을 번역하는 것에 만족하지 않고 에로스와 사랑의 신비: 성의 형이상학(1958)이라는 저서를 저술했는데, 여기서 그는 성에 대한 그의 견해를 자세히 다루었다. 아서 베르슬루이스는 이 저서를 현대세계에 반란하라(1934)를 제외하면 에볼라의 "가장 흥미로운" 작품이라고 설명했다. 이 책은 여전히 많은 '뉴에이지' 지지자들에게 인기있다.

### 인종

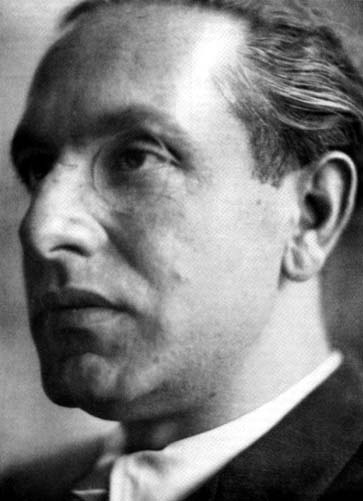
1940년의 에볼라

에볼라의 인종에의 견해는 그의 귀족적 엘리트주의에 뿌리를 두고 있다. 유럽 연구교수 폴 펄로에 의하면, 에볼라는 1930년대와 2차세계대전 기간의 인종주의에 대한 현대세계에 반란하라와 다른 글에서 "카스트 퇴보의 법칙"이라고 부르는 것을 발전시켰다. 에볼라의 견해에 따르면 "권력과 문명은 신성한 지도자, 전사 귀족, 부르주아(경제, '상인'), 노예의 네가지 카스트 중 하나에서 다른 카스트로 이동했다". 펄롱은 이렇게 설명한다. "에볼라에게 인종적 우월성의 핵심은 신체적, 문화적 특징으로 표현됐으나, 카스트에 의해 결정되지 않은 상위 카스트의 영적 특성에 있었다. 카스트 퇴보의 법칙은 에볼라 철학의 핵심에 인종주의를 두는데, 그는 하위인종의 우세가 현대 대중민주정을 통해 직접적으로 표현된다고 보기 때문이다."
1941년 출판된 인종 교리의 종합 (이탈리아어: Sintesi di Dottrina della Razza)에서 에볼라는 인종과 우생학에 관한 자신의 생각에 대한 개요를 제공하며 "영적 인종주의"와 "비밀-전통적 인종주의"라는 개념을 소개했다. 이 책은 베니토 무솔리니의 지지를 받았다.
제2차 세계대전이 끝나기 전 에볼라는 귀족을 지칭하기 위해 "아리아인"이라는 용어를 자주 사용했는데, 그의 견해에 따르면 귀족은 전통적인 영성에 젖어 있었다. 에볼라의 해석은 무솔리니가 채택했고, 그는 1938년에 "이탈리아 문명은 아리아인적이다"라고 선언했다.
에볼라는 "열등하고 유럽이 아닌 인종"에 대해 적었다. 그는 파시스트 이탈리아가 1935년에 에티오피아를 침공한 것과 같은 군사적 침략이 이탈리아의 지배력에 의해 정당화됐으며, 인종 혼합 가능성에 대한 그의 우려보다 더 중요하다고 믿었다. 에볼라는 이렇게 적었다. "흑인과 다른 모든 것에 대한 찬양, 반식민주의적 정신병, 통합주의적 광신주의 모두가 유럽과 서구의 쇠퇴에서 평행한 현상"인 시대에 "균형잡힌 의식과 인종적 존엄성은 건강하다고 여겨질 수 있다."

### 영적 인종주의
에볼라의 인종주의에는 신체, 영혼, 정신의 인종주의가 포함되어 후자의 요인을 우선시하며 "인종은 정신이 쇠퇴할 때만 쇠퇴했다"고 적었다. 에볼라는 다양한 인종 심리학에 대한 그의 영적 해석을 위해 독일 인종 이론가 루트비히 페르디난트 클라우스의 영향을 받았다. 에볼라와 마찬가지로 클라우스는 인종혼혈의 결과로 신체적 인종과 영적 인종이 갈라질 수 있다고 믿었다. 피터 슈타우덴마이어는 당시 많은 다른 인종주의자들이 에볼라의 "영적 인종주의"를 당혹스럽게 여겼다고 지적한다.
르네 게농과 마찬가지로 에볼라는 인류가 힌두교의 칼리 유가, 즉 고삐 풀린 물질적 욕망의 암흑기에 살고 있다고 믿었다. 그는 이탈리아 파시즘과 나치즘이 모두 "천상의" 아리아 인종이 재건될 것이라는 희망을 나타낸다고 주장했다. 그는 초인종과 그들의 쇠퇴, 특히 휘페르보레아인에 대한 신화적 설명을 인용했고, 아리아 남성에게서 히페르보레아 영향의 흔적을 느낄 수 있다고 주장했다. 그는 아리아 남성이 이러한 더 높은 신화적 인종에서 유래했다고 생각했다.

### 반유대주의
1930년대 후반에 에볼라가 쓴 글은 파시스트 이탈리아가 유대인을 탄압하는 데 대한 주장을 제기했다. 에볼라는 1938년 무솔리니의 반유대주의적 인종법을 격려하고 칭찬했으며, 유대인에 반대하는 "최고 아리아 엘리티"를 요구했다. 어떤 글에서 에볼라는 유대인을 바이러스라고 불렀다. 그는 파시즘과 나치즘이 유대인에 대한 최종 승리를 거두면 "서구의 영적 타락"이 종식되고, 그로 인해 "인간과 초월적이고 초감각적인 현실 사이에 진정한 접촉이 재확립될 것"이라고 말했다.
에볼라는 1938년 가톨릭 파시스트 조반니 프레치오시가 출판한 악명높은 반유대주의적 조작물인 시온 장로 의정서의 두번째 이탈리아어 판에 서문과 수필을 썼다. 그 안에서 에볼라는 의정서가 위조 여부와 관계 없이 "비유대인들 사이에서 모든 전통, 계급, 귀족, 위계, 그리고 모든 도덕적, 종교적, 영적 가치를 철저히 파괴하는 것을 목표로 하는 신비로운 전쟁에의 계획을 담고 있다"고 주장했다. 그는 파시스트 루마니아 철위대의 반유대주의 지도자인 코르넬리우 젤레아 코드레아누의 추종자였다. 1938년 카롤 2세 국왕의 명령으로 코드레아누가 암살된 후, 에볼라는 "탈무드적이고 이스라엘적인 폭정"을 계획하고 있다고 비난한 "유대인 무리"를 비난했다.
에볼라는 주요 나치 이론가 알프레드 로젠베르크 등의 생물학적 인종주의를 환원주의적이고 유물론적이라 일축했다. 그는 또한 "아리아인"이면서도 "유대인" 영혼을 가질 수 있고, "유대인"이면서도 "아리아인" 영혼을 가질 수 있다고 주장했다. 에볼라의 관점에서 오토 바이닝거와 카를로 미셸슈테터는 후자 범주에 속할만큼 "충분히 영웅적이고 금욕적이며 신성한" 성격을 지닌 유대인이었다. 1970년에 에볼라는 아돌프 히틀러의 반유대주의를 제3제국의 명예를 훼손한 편집증적 고정관념으로 묘사했다.

## 저작들
에볼라는 36권 이상의 책과 1100개 이상의 기사를 썼다. 1930년대의 글과 마술에 관한 작품에서 에볼라는 Ea(바빌로니아 신의 이름을 따서), Carlo d'Altavilla, Arthos(아서 왕 전설에서 따온 이름) 등의 가명을 사용했다.

### 기독교
1928년 에볼라는 이교 제국주의라는 제목의 기독교에 대한 공격을 썼는데, 여기서 파시즘을 고대 로마 가치와 서양의 밀교와 일치하는 체제로 변형하자고 제안했다. 에볼라는 파시즘이 고대의 카스트 제도와 귀족주의를 복고하기 위한 수단이 돼야한다고 제안했다. 리처드 드레이크는 에볼라가 "가톨릭교회를 공격할 기회를 거의 놓치지 않았다"고 적었다. 에볼라의 반기독교 제안으로 인해 1928년 4월 바티칸이 지원하는 우익 가톨릭 저널 Revue Internationale des Sociétés Secrètes는 "Un sataniste Italien: Julius Evola"라는 제목의 기사를 게재하여 그를 사탄주의자라고 비난했다.
에볼라는 1937년 저서 성배의 신비에서 성배에 대한 기독교적 해석을 폐기하고, 그것이 "원시적 상태와 연결된 불멸적이고 초월적인 힘의 원리를 상징한다... 성배의 신비는 전사 입문의 신비"라고 적었다. 그는 13세기에 이탈리아 북부와 중부의 지배권을 놓고 구엘프와 싸웠던 기벨린이 그의 성배 신화 개념을 나타내는 기독교 이전의 켈트와 노르드 전통의 잔여 영향을 가지고 있다고 주장했다. 그는 또한 상인 계급이 전사 계급을 이어받았기에 구엘프가 기벨린에 승리한 것은 계급의 퇴보를 나타낸다고 주장했다. 이 책의 에필로그에서 에볼라는 진짜인지 아닌지와 관계없이 허구의 시온 장로 의정서가 현대성을 설득력있게 표현한 것이라고 주장했다.

### 불교
에볼라는 1943년 저서 깨달음의 교리에서 팔리어 경전이 진정한 불교를 나타낸다고 주장했다. 불교에 대한 그의 해석인 반민주적이다. 그는 불교가 서양에서 타락하고 사라진 "아리아" 전통의 본질을 보여준다고 믿었다. 그는 그것이 전사 계급의 우월성을 드러내는 것으로 해석될 수 있다고 믿었다. 에볼라는 그 책이 "팔리어 [문서] 학회의 공식 승인을 받았으며" 평판 좋은 동양학 출판사에서 출판됐다고 주장했다. 냐나위라 테라는 1945년 소렌토에 입원해 있는 동안 에볼라의 저술인 깨달음의 교리를 읽고 비구가 되기로 결심했다.

### 현대성
에볼라의 현대세계에 반란하라(1934)는 현대의 타락으로 점차 쇠퇴한 고대 황금시대의 신화를 장려한다. 이 작품에서 에볼라는 종교적, 세속적 권력이 사제가 아니라 영적 권력을 표현하는 전사에 의해 창조되고 통합된 그의 이상적인 전통 사회의 특징을 설명했다. 게다가 그는 전통적 엘리트가 하위의 "미신적이고 사기적인" 형태의 마술과는 다른 계층적 마술을 통해 권력과 지식에 접근할 수 있는 능력이 있다고 주장했다. 그는 고대 그리스만큼 일찍부터 역사의 지식인들이 의문을 제기함으로써 전통적 가치를 훼손했다고 주장했다. 그는 "비현대적 형태, 제도 및 지식"만이 "아직 그것을 받을 수 있는 사람들에게 ... 진정한 갱신"을 가져올 수 있다고 주장했다. 이 저술은 "전통과 관련된 아이디어를 발전시켰다고 알려진 미르체아 엘리아데와 다른 지식인들에 의해 즉시 인지됐다." 엘리아데는 20세기 가장 영향력있는 종교역사가 중 한명이자 루마니아 기독교 우익 운동 철위대와 관련된 파시스트 동조자였다. 헤르만 헤세는 현대세계에 반란하라를 "눈부시고 흥미롭지만 매우 위험한" 것으로 묘사했다. 리처드 드레이크는 이 책이 1930년대에는 널리 영향을 미치지 못했으나 결국 극우에서 컬트적인 추종자를 얻었으며 현재 에볼라의 가장 중요한 작품으로 간주된다고 적었다.
에볼라의 마지막 주요 작품은 사자를 타라(1961)에서 그는 신이 죽은 세상에서의 해체와 전복을 조사했고, 현대세계가 칼리 유가에 너무 깊이 침식돼서 그런 일이 불가능하다고 믿었기에 전통의 정치적 또는 집단적 부흥 가능성을 거부했다. 이와 달리 르네 게농이 주장했던 것처럼 종교로의 복귀를 주장하기보다는, 그는 칼리 유가에서 살아남고 궁극적으로 초월하기 위한 비정치적 설명서를 구상했다. 이 아이디어는 책의 제목인 "사자를 타다"라는 탄트라 은유에 요약돼있는데, 일반적으로 주류 브라만 사회에서 영적 진보를 방해하는 것으로 여겨지는 것(예를 들어, 고기, 알코올, 그리고 매우 드문 경우지만 섹스는 모두 탄트라 수행자들이 사용함)을 영적 초월의 수단으로 바꾸는 것으로 구성됐다. 에볼라가 설명한 과정에는 현대 음악, 환각제, 이성과의 관계, 심지어 도시적 분위기를 전통주의자들이 원시 자연에서 확인했던 신현으로 대체하는 것까지 잠재적으로 모든 것을 활용하는 것이 포함됐다.
1960년대에 에볼라는 우익 단체들이 더 이상은 현대 문명의 부패를 역전시킬 수 없다고 생각했다. E. C. 볼프는 이것이 에볼라가 사자를 타라를 쓴 이유이며, 미래의 행동 가능성을 배제하지 않으면서도 적극적인 정치 참여와 완전히 거리를 두기로 했다고 지적했다. 그는 현대의 호랑이가 "달리는 데 지쳤을 때" 확고한 자세를 유지하고 개입할 준비를 해야한다고 주장했다. 구드릭클라크는 "에볼라는 현대의 타락에 맞서 폭력적으로 행동한 준비가 된 '능동적 허무주의자'의 이상을 세웠다"고 지적한다.

### 여타 저작들
에볼라는 얼마 동안 주세페 보타이의 잡지 Critica Fascista에 기고했다. 1934년부터 1943년까지 에볼라는 크레모나의 친나치 시장인 로베르토 파리나치가 소유한 영향력있는 급진 파시스트 일간지인 Il Regime Fascista의 문화 페이지인 'Diorama Filosofico'를 담당했다. 에볼라는 이 페이지를 이용해 국제 우익 사상가들의 글을 게재했다. 이 페이지에 실린 에볼라의 글은 제국주의를 주장하는 내용이었다. 무솔리니가 에티오피아를 침공하기 직전 에볼라는 "전쟁의 신성한 용맹"을 칭찬했다. 같은 기간 동안 그는 반유대주의자 조반니 프레지오시의 잡지 La vita italiana에 기고했다.
니콜라스 구드릭클라크는 에볼라의 1945년 에세이 "미국의 '문명'"에서 미국을 "돈벌이의 보편적 보호 아래 공허한 개인주의, 순응, 저속함의 '내면적 무형성'으로의 유럽 쇠퇴의 마지막 단계"로 묘사했다고 적었다. 구드릭클라크에 따르면 에볼라는 미국이 "세속적인 번영의 지평과 결합된 기계적이고 합리적인 진보 철학이 세계를 거대한 교외 쇼핑몰로 변형시켰다"고 주장했다.
사후에 출판된 저서집인 전쟁의 형이상학에서 에볼라는 보수혁명가인 에른스트 윙거와 함께 전쟁이 영적으로 충만한 경험이 될 수 있다는 관점을 탐구했다. 그는 전사에게 초월적인 지향이 필요하다고 제안했다.
에볼라는 오스발트 슈펭글러와 오르테가 이 가세트의 일부 작품을 이탈리아어로 번역했다.

## 정치
에볼라의 관점에서, 영적 엘리트가 다스리는 국가는 국민에 대해 의심할 여지 없이 우월하게 군림해야한다. 그는 나치 친위대와 폭력으로 유명한 루마니아 철위대와 같은 그러한 엘리트의 두 가지 모델을 인용했다.
에볼라는 파시스트 정권의 마지막 몇 년 동안 베니토 무솔리니와 접촉할 수 있었고 그에게 인종 정책에 대해 조언했으나 "큰 효과가 없었다"고 페라레시가 적었다. 에볼라는 당시 이탈리아의 국가 파시스트당이나 다른 어떤 정당에도 가입하기를 거부했다. 페라레시는 에볼라의 "고상한 논콘포미즘"과 "제국적 이교주의"가 가톨릭 교회를 정권의 기둥으로 만들 정당에 잘 맞지 않는다고 적었다. 에볼라가 당원이 아니라는 사실은 나중에 그를 정권과 거리를 두기 위해 지지자들에 의해 강조됐다.

### 파시스트 이탈리아
에볼라는 1922년 무솔리니의 로마 진군을 경험했고 파시즘에 매료됐다. 그는 페라레시의 말처럼 "이탈리아 국민을 엄격한 군사적 틀로 재편하려는 시도" 때문에 파시즘을 칭찬했으나 "민주적" 압력에 대한 모든 양보는 비판했다.
에볼라는 무솔리니의 반부르주아 지향과 이탈리아 시민을 단련된 전사로 만들겠다는 그의 목표를 칭찬했으나, 파시스트 포퓰리즘, 정당 정치, 파시스트 정권에서 본 좌파적 요소를 비판했다. 에볼라는 무솔리니의 파시스트당이 문화적 혹은 영적 기반을 가지고 있지 않다고 봤다. 그는 이러한 요소를 주입하여 자신의 이상적인 초인 문화개념에 적합하게하는데 열정적이었다. 에볼라의 관점에서 이는 기독교 이전 유럽의 제국적 위대함을 특징짓는 것이었다.
에볼라는 "모든 것은 국가 안에 있고, 국가 밖에는 아무것도 없고, 국가에 반하는 것은 없다"는 파시스트 모토를 칭찬했다. 그러나 그의 전통주의적 정신은 민족주의를 거부했다. 그는 민족주의를 전통적인 계층적 사회적 배열이 아닌 현대 서구의 개념으로 보았다. 그는 "진정한 인간"이 되기 위해서는 "형제적 오염을 극복"하고 "혈연, 애정, 국가 또는 인간의 운명 때문에" 다른 사람과 하나가 되었다는 느낌에서 "자신을 정화"해야 한다고 말했다.
에볼라는 정권이 가톨릭 교회와 협상하지 않고 지시해야한다고 주장했으며, 1927년 Critica fascista에서 교회에 독립적인 권력을 허용하면 파시즘이 "웃기는 혁명"이 될 것이라고 경고했다. 1928년에 그는 파시스트들이 기독교와 교회와 협상함으로써 "가장 터무니없는 실수"를 저질렀다고 썼다. 그는 또한 이탈리아 사회가 지지하는 미래주의와 그 운동의 "평민적" 성격에 반대했다. 그는 무솔리니가 1922년 이후에 자신의 당을 해산하고 대신 비토리오 에마누엘레 3세의 충성스런 고문이 돼야했다고 의견을 밝혔다. 그에 따라 에볼라는 1930년에 더욱 엘리트주의적인 사회 질서를 옹호하기 위해 저널 La Torre(탑)를 창간했다. 그는 La Torre에 "우리는 더 급진적이고, 더 대담하고, 순수한 힘으로 이루어져 어떤 타협도 불가능한 진정한 절대적 파시즘을 원한다"고 썼다. 에볼라의 아이디어는 당시 파시스트 주류에서 별로 받아들여지지 않았다.
1938년 이탈리아 인종법이 통과되고 이탈리아가 유대인을 상대로 캠페인을 벌이자 에볼라는 "차별과 선별"을 통해 "유대인 위협"에 대응할 조치를 요구했다. 에볼라의 저술을 인용하여 무솔리니는 1938년에 "오늘날 이탈리아의 인구는 아리아계이고 이탈리아의 문명은 아리아계이다"라고 선언했다.
무솔리니는 1941년 8월에 에볼라의 인종 교리 종합을 읽고 에볼라를 만나 칭찬을 전했다. 에볼라는 나중에 무솔리니가 자신의 작품에서 나치 독일에서 발견되는 것과는 다른 독특한 로마적 형태의 파시스트 인종주의를 발견했다고 회상했다. 무솔리니의 지원을 받아 에볼라는 결코 발간되지 않은 소규모 저널 Sangue e Spirito(혈액과 정신)의 창간을 준비하기 시작했다. 독일 인종 이론가들과 항상 동의하지는 않았으나 에볼라는 1942년 2월에 독일로 여행을 가서 "독일 인종 위계의 핵심 인물들"로부터 Sangue e Spirito에 대한 독일 협력을 위한 지원을 받았다. 파시스트는 에볼라가 "고대 로마의 국가와 문화의 진정한 대표자는 북유럽 인종이었다"는 "증거"의 재생적 가치를 높이 평가했다. 에볼라는 결국 이탈리아의 주요 인종 철학자가 됐다. 무솔리니는 대중문화부가 "에볼라의 인종주의 사상"을 지침으로 삼도록 지시했다.

### 제3제국

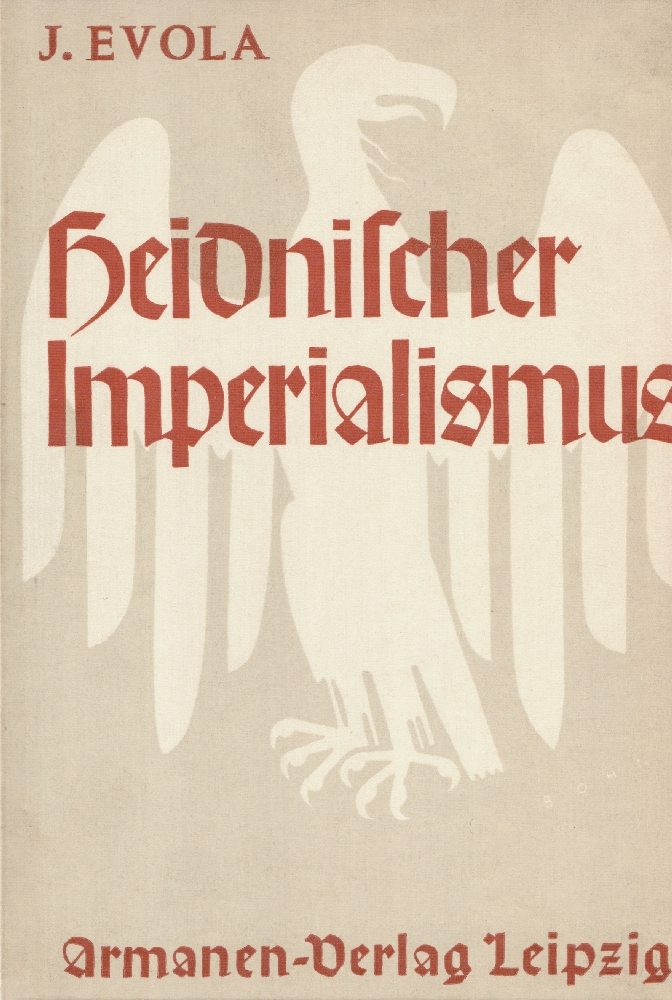
Heidnischer Imperialismus(1933)의 제목 페이지, 율리우스 에볼라의 저서 Imperialismo pagano(1928)의 독일 공인 번역본

에볼라는 이탈리아 파시즘이 "너무 타협적"이라고 생각하여, 나치 독일에서 더 많은 인정을 얻고자 했다. 그는 1934년에 그곳에서 강의를 시작했다. 그는 보수 혁명의 귀족정과 관련된 베를린의 헤렌클럽을 자신의 "자연 서식지"라고 묘사했다. 1937년과 1938년에 독일에서 보낸 상당한 시간에는 1938년에 독일-이탈리아 학회에서 한 일련의 강의도 포함됐다. 에볼라는 자신이 나치즘의 "정확한 인종적 특성을 지닌 일종의 새로운 정치군사적 질서를 창조하려는 시도"라고 부른 것을 높이 평가했고, 나치의 파시즘이 전통주의 사상가들을 진지하게 받아들였다고 믿었다. 에볼라는 무솔리니보다 아돌프 히틀러를 훨씬 더 높이 평가했지만 히틀러의 민족주의에 대해서는 우려를 품고 있었다. 에볼라는 이탈리아와 독일의 영적 통합과 유럽에서 추축국의 승리를 원했다.
에볼라는 자신이 개인적으로 아는 하인리히 힘러를 존경했다. 에볼라는 나치 포퓰리즘과 생물학적 유물론에 이의를 제기했다. SS 당국은 에볼라의 아이디어를 초국가적이고 귀족적이라 여겨 거부했으나 보수 혁명 운동의 구성원들은 그를 더 잘 받아들였다. 나치의 아넨에르베는 많은 사람들이 그의 아이디어를 "역사적 사실"을 무시한 순수한 "환상"으로 여겼다고 보도했다. 힘러의 슈츠슈타펠("SS")은 에볼라에 대한 문서를 보관했다. 문서 AR-126은 "로마-게르만 제국"에 대한 그의 계획을 "유토피아적"이라고 설명하고 그를 "현대세계에의 구귀족의 봉기"를 목표로 하는 "반동적 로마인"으로 묘사했다. 이 문서는 SS가 "독일에서의 그의 영향력을 중단"하고 특히 "비밀 국제 질서"를 만들고자하는 그의 욕구 때문에 그에게 아무런 지원도 제공하지 말 것을 권고했다.
이러한 반대에도 불구하고 에볼라는 국가보안본부 내부의 범유럽주의 세력과 정치적 관계를 구축할 수 있었다. 이후 그는 군사적 사태로 인해 범유럽 옹호자들의 영향력이 뵐키쉬 지지자들의 영향력을 추월하면서 나치즘의 핵심 세력으로 올라갔다. 에볼라는 나치 지원을 받는 저널 European Review에서 새로운 유럽 질서의 요소로서의 라이히와 임페리움이라는 기사를 썼다. 그는 제2차 세계대전 동안 보안국에서 복무했다. 제국 안보 본부 연구 도서관인 Sicherheitsdienst 사무국 Amt VII은 에볼라가 비전적인 오컬트와 프리메이슨 자료를 수집하는 데 도움을 주었다.
무솔리니는 1943년에 폐위되어 투옥됐고 이탈리아는 연합군에 항복했다. 이때 에볼라는 정보부의 도움을 받아 나치 독일의 베를린으로 도피했다. 에볼라는 1943년 9월 오토 스코르체니가 무솔리니를 탈옥시켰을 때 그를 맞이한 최초의 사람들 중 한 명이었다. 쉬핸에 의하면 아돌프 히틀러도 에볼라와 다른 파시스트 지식인들을 만났다고 한다. 히틀러의 늑대소굴에서 무솔리니와 회동 후 에볼라는 무솔리니의 이탈리아 사회 공화국(나치 꼭두각시 정권인 살로 공화국)에 관여했다. 에볼라는 1943년 로마로 돌아와 Movimento per la Rinascita dell'Italia라는 급진우익 단체를 조직했다. 그는 1944년 비엔나로 도피했고 연합군이 로마를 점령했을 때 간신히 미국군에게 체포되는 것을 피했다.
비엔나에서 에볼라는 나치가 압수한 프리메이슨과 유대인 문서를 연구했고, SS와 파시스트 지도자들과 협력하여 연합군의 진격에 저항할 군대를 모집했다. 폭격이 있을 때 에볼라는 도시 주변을 돌아다니며 "자신의 운명을 더 잘 숙고"하는 것이 습관이었다. 1945년 그러한 공습 중 하나에서 포탄 파편이 그의 척수를 손상시켜 허리 아래가 마비됐고, 남은 생애동안 그 상태로 남았다.
제2차 세계대전 중 연합국과 소련간의 동맹에 대해 에볼라는 다음과 같이 썼다. "민주정 국가들은 비용 없이도 자기들의 목적을 위해 파괴의 힘을 사용할 수 있다고 생각하는 사람들의 오류를 반복했다. 그들은 치명적인 논리에 따라 두 가지 다른 파괴의 정도를 지지하는 사람들이 만나거나 길을 건널 때 더 발전된 정도를 대표하는 쪽이 결국 승리할 것이라는 사실을 모른다."

### 전후와 말년
1945년 비엔나에서 소련의 폭격으로 인해 신체가 부분적으로 마비된 에볼라는 오스트리아에서 부상을 치료받은 후 1948년 전쟁 후의 이탈리아로 돌아왔다.
페라레시는 그의 글과 청년 그룹을 통해 에볼라가 여러 세대의 급진 우익 이탈리아 무장세력의 "구루"였다고 썼다. 볼프는 "에볼라가 1945년 이후 선택한 정치 모델은 무솔리니도 히틀러도 아니었다"고 썼다. 대신, 제2차 세계대전 이후 신파시스트들과의 대화에서 에볼라는 나치 친위대, 스페인 팔랑헤당, 코드레아누의 군단 운동, 크누트 함순, 비드쿤 크비슬링, 레옹 드그렐, 드리외 라 로셀, 로베르 브라지야흐, 모리스 바르데슈, 샤를 모라스, 플라톤 (특히 국가), 단테 (특히 제정론), 조제프 드 메스트르, 도노소 코르테스, 오토 폰 비스마르크, 클레멘스 폰 메테르니히, 가에타노 모스카, 빌프레도 파레토, 로베르 미셀스를 언급했다. 그는 신파시스트 이탈리아 사회운동(MSI)의 출판물에 글을 썼으나 당에 가입한 적은 없다.
에볼라는 밀교 분야에서 자신의 작업을 계속하면서 성 마법과 기타 다양한 밀교 연구에 관한 많은 책과 기사를 썼다. 여기에는 The Yoga of Power: Tantra, Shakti, and the Secret Way(1949), Eros and the Mysteries of Love: The Metaphysics of Sex(1958), Meditations on the Peaks: Mountain Climbing as Metaphor for the Spiritual Quest(1974)가 포함된다. 그는 또한 명백히 정치적인 두 권의 책인 Men Among the Ruins: Post-War Reflections of a Radical Traditionalist(1953), Ride the Tiger: A Survival Manual for the Aristocrats of the Soul(1961)과 자서전 The Path of Cinnabar(1963)를 썼다. 그는 또한 사후에 출판된 선집 Civiltà Americana에 수집된 미국 문명과 물질주의에 대한 비판과 유럽에서 증가하는 미국의 영향력에 대해서도 자세히 설명했다.
에볼라는 1951년 4월 로마 경찰 본부의 정치 사무실에 의해 다른 36명과 함께 체포됐으며, 1949-50년의 폭탄 테러 시도가 에볼라의 서클과 관련된 이후 무장 신파시스트 조직인 파시 디 아지오네 리볼루지오나 리아(FAR)의 사상가라는 혐의로 기소됐다. 에볼라에 대한 기소는 파시즘을 미화하고 파시스트당의 부활을 조장하는 것이었다. 그는 들것에 실려 법정으로 옮겨졌다. 재판에서 자신을 변호하면서 에볼라는 자신의 작품이 파시즘―적어도 특정한 에볼라의 조건에 따라 해석된 파시즘―과 연결될 수 있으나 무솔리니 치하의 파시스트 정권과는 동일시될 수 없는 반민주적 작가들의 오랜 전통에 속한다고 항변했다. 그 다음 에볼라는 자신이 파시스트라는 주장을 거부하고 대신 스스로를 "슈퍼파시스타" (직역: '슈퍼파시스트')라고 불렀다. 이 진술에 관해 역사가 엘리사베타 카시나 볼프는 "이것이 에볼라가 자신을 파시즘 위 혹은 너머에 두었다는 것을 의미하는지는 불분명하다"고 썼다. 파시스트 시대에 재직했던 판사들은 에볼라가 범죄에 대해 책임을 질 수 없다고 판결했다. 에볼라는 1951년 11월 20일에 모든 혐의에 대해 무죄 판결을 받았다.
에볼라는 나치즘과 거리를 두는 와중 1955년 뉘른베르크 재판이 소극이라고 썼다. 에볼라는 또한 카스트 기반의 귀족 국가를 전체주의와 차별화하려고 노력했으며, 그의 저서 Men Among the Ruins와 그의 autodifesa에서 내놓은 "유기적" 국가 개념을 선호했다. 에볼라는 제2차 세계대전 이후 유럽에서 "보수 혁명"을 실행하기 위한 전략을 개발하고자 했다. 그는 민족주의를 거부하고 대신 지역 상황에 따라 다양한 형태를 취할 수 있으나 "유기적이고, 위계적이며, 반민주적이고, 반개인적"이어야하는 유럽 임페리움을 옹호했다. 에볼라는 프랜시스 파커 요키의 신파시스트 선언문 임페리움을 지지했으나, 요키가 당장 가능한 것에 대한 "피상적인" 이해를 가지고 있다고 말했다. 에볼라는 신파시스트 유럽에 대한 그의 개념이 정상적인 정치 밖에서 활동하는 "우월한 엘리트에 의해 가장 잘 구현될 수 있다고 믿었다. 그는 그러한 귀족의 "새로운 질서"가 민주정의 위기동안 위에서 권력을 탈취할 수 있을 것이라고 전망했다.
에볼라의 신비주의적 존재론은 전후 신파시즘에 영향을 미쳤다. 1945년 이후 에볼라는 보수 혁명 운동의 가장 중요한 이탈리아 이론가로 여겨졌다. 1945년 이후 에볼라는 보수 혁명 운동의 가장 중요한 이탈리아 이론가로 여겨졌다. 야콥 크리스티안센 센홀트에 의하면, 에볼라의 가장 중요한 전후 정치 저서는 Orientamenti와 Men Among the Ruins이다. Men Among the Ruins의 첫번째 판의 서두에서 에볼라는 이렇게 말했다. "우리의 적들은 의심할 여지없이 우리가 기독교 정신으로 진보나 개혁의 깃발 아래 한쪽 뺨을 맞은 후 다른 쪽 뺨을 돌리기를 원할 것이다. 우리의 원칙은 다르다. '다른 사람에게 그들이 당신에게 하기를 원하는 것을 하라. 그러나 먼저 그들에게 하라.'"
Men Among the Ruins에서 에볼라는 제4의 지위를 사회적 엘리트의 순환적 발전에서 마지막 단계, 즉 신성한 권리를 가진 영적 엘리트로 시작하는 단계로 정의한다. 1950년의 에세이에서 이 개념을 확장하며 에볼라에 의하면 제4의 지위는 "집산주의 문명... 얼굴없는 대중의 공산주의 사회"로 특징될 것이다.
Orientamenti는 민족적 파시즘에 반대하는 대신 국제군대를 집결시킨 나치의 무장친위대의 원칙을 모델로 한 유럽 공동체를 옹호한 저서이다. 이탈리아의 신파시스트 집단인 Ordine Nuovo는 Orientamenti를 전후 이탈리아에서의 행동 지침으로 채택했다. 에볼라는 Ordine Nuovo를 "타협하지 않고 교리적으로 확고한 입장을 고수한" 유일한 이탈리아 집단이라고 칭찬했다. 프랜시스 파커 요키의 유럽 해방 전선은 1951년 4월 발행된 Frontfighter에서 에볼라를 "이탈리아 최고의 현존하는 권위주의 철학자"라고 불렀다. 1950년대 초 신파시스트 이탈리아 사회 운동의 활동가였던 줄리아노 살리에르니는 나중에 에볼라의 요제프 괴벨스와 같은 나치에 대한 회상과 함께 에볼라가 폭력을 촉구했던 것을 회상했다.

## 사생활
에볼라는 자녀가 없었고 결혼한 적도 없었으나 청년 시절에 시빌라 알레라모와 관계를 가졌다. 그는 전쟁 후 로마 아파트에서 지냈다. 그는 1974년 6월 11일 로마에서 울혈성 심부전으로 사망했다. 그의 유언에 따라 그의 유해는 페나인 알프스의 몬테로사에 있는 빙하에 뚫은 구멍에 묻혔다.

## 극우에의 영향
한때 이탈리아 파시스트 지도자 베니토 무솔리니, 나치의 성배 추구자 오토 란, 루마니아의 파시스트 동조자이자 종교 역사가인 미르체아 엘리아데는 에볼라를 존경했다. 제2차 세계 대전 이후 에볼라의 글은 많은 유럽 극우 정치, 인종주의, 신파시스트 운동에 영향을 미쳤다. 그는 프랑스어, 스페인어로 널리 번역되었으며, 일부는 독일어로, 대부분은 헝가리어(그의 번역 작품 중 가장 많은 수)로 번역되었다. 프랑코 페라레시는 1987년에 에볼라를 "현대 유럽의 급진 우파에서 아마도 가장 중요한 지식인"이지만 "우파 밖에서는 사실상 알려지지 않았다"고 설명했다. 스탠리 페인(1996년)과 스티븐 앳킨스(2004년)는 그를 1974년 사망할 때까지 유럽의 주요 신파시스트 지식인으로 묘사했다. 조르지오 알미란테는 그를 "우리의 마르쿠제 - 다만 더 나은 것"이라고 불렀다. 그러나 이탈리아, 프랑스, 독일 외 지역에서는 펄롱에 따르면 에볼라는 1990년경에 영어로 출판되기 전까지는 잘 알려지지 않았다.
신파시스트 "흑색 테러리스트" Ordine Nuovo의 한 지도자에 의하면, "1953년 이래로 우리의 작업은 에볼라의 가르침을 직접적인 정치적 행동으로 전환하는 것이었다." 프랑코 프레다와 마리오 투티는 에볼라의 가장 호전적인 저서들을 재인쇄했다. Nuclei Armati Rivoluzionari(NAR)의 급진파들은 1980년 볼로냐 기차역 테러 폭탄 테러 이후 이탈리아를 떠난 후 해외 극우 세력에 에볼라의 철학을 퍼뜨리는 데 도움을 주었다. 일부는 영국의 국민 전선에 영향을 미쳤다. 로베르토 피오레와 그의 동료들은 1980년대 초 국민 전선 의 "정치적 군인들"이 에볼라의 "가장 호전적인 논문" 인 전투와 승리의 아리아계 교리를 기반으로 호전적인 엘리트주의 철학을 만들어내도록 도왔다. 아리아계 교리는 영적 갱신을 위해 싸우고 인식된 적에 대한 물리적 "소성전"과 병행하여 싸우는 "대성전"을 요구했다.
극우 영국 정치인이자 연설가인 조나단 바우든은 에볼라의 철학에 관해 강의했다. 프랑스 극우인물 알랭 드 브누아는 에볼라의 영향을 받은 인물로 언급했다.
에볼라의 Heidnischer Imperialismus(1933)는 1981년 러시아의 급진우파 유라시아주의자 알렉산드르 두긴에 의해 번역됐다. 두긴은 젊은 시절에 게농과 에볼라의 전통주의에 "깊은 영감을 받았다"고 말했다.
그리스의 네오나치당인 황금새벽당은 에볼라의 작품을 추천 독서 목록에 포함시켰고, 헝가리의 민족주의당인 요비크의 지도자는 에볼라를 존경하며 그의 작품에 대한 서문을 썼다.
에볼라에 대한 언급은 극우 운동에서 널리 퍼져 있다. 스티브 배넌은 그를 영향력 있는 인물이라고 불렀다.

## 작품들
저서들
- L'individuo e il divenire del mondo (1926; The Individual and the Becoming of the World).
- L'uomo come potenza (1925; Man as Potency).
- Teoria dell'individuo assoluto (1927; The Theory of the Absolute Individual).
- Imperialismo pagano (1928; second edition 1978) – English translation: 《Pagan Imperialism》. Arktos. 2024. ISBN 9781915755773.
- Fenomenologia dell'individuo assoluto (1930; The Phenomenology of the Absolute Individual).
- La tradizione ermetica (1931; third edition 1971) – English translation: 《The Hermetic Tradition: Symbols and Teachings of the Royal Art》. Inner Traditions. 1995. ISBN 9780892814510.
- Maschera e volto dello spiritualismo contemporaneo: Analisi critica delle principali correnti moderne verso il sovrasensibile (1932) – English translation: 《The Mask and Face of Contemporary Spiritualism》. Arktos. 2018. ISBN 9781912079346. And: 《The Fall of Spirituality: The Corruption of Tradition in the Modern World》. Inner Traditions/Bear. 2021. ISBN 9781620559789.
- Heidnischer Imperialismus (1933) – English translations: 《Heathen Imperialism》. Cariou Publishing. 2007. ISBN 9782493842008. And: 《Pagan Imperialism》. Gornahoor Press. 2017. ISBN 9780999086001.
- Rivolta contro il mondo moderno (1934; second edition 1951; third edition 1970) – English translation: 《Revolt Against the Modern World: Politics, Religion, and Social Order in the Kali Yuga》. Inner Traditions/Bear. 1995. ISBN 9780892815067.
- Il Mistero del Graal e la Tradizione Ghibellina dell'Impero (1937) – English translation: 《The Mystery of the Grail: Initiation and Magic in the Quest for the Spirit》. Inner Traditions/Bear. 1996. ISBN 9780892815739.
- Il mito del sangue. Genesi del Razzismo (1937; second edition 1942) – English translation: 《The Myth of the Blood: The Genesis of Racialism》. Arktos. 2018. ISBN 9781912079421.
- Sintesi di dottrina della razza (1941) – English translation: 《Synthesis of the Doctrine of Race》. Cariou Publishing. 2020. ISBN 9782954741642.
- Indirizzi per una educazione razziale (1941) – English translations: 《The Elements of Racial Education》. Cariou Publishing. 2022. ISBN 9782954741635.
- La dottrina del risveglio (1943) – English translation: 《The Doctrine of Awakening: The Attainment of Self-Mastery According to the Earliest Buddhist Texts》. Inner Traditions/Bear. 1996. ISBN 9780892815531.
- Lo Yoga della potenza (1949; second edition 1968) – English translation: 《The Yoga of Power: Tantra, Shakti, and the Secret Way》. Inner Traditions/Bear. 1993. ISBN 9780892813681.
- Gli uomini e le rovine (1953; second edition 1972) – English translation: 《Men Among the Ruins: Post-War Reflections of a Radical Traditionalist》. Inner Traditions/Bear. 2002. ISBN 9780892819058.
- Metafisica del sesso (1958; second edition 1969) – English translations: 1983–1991: 《Eros and the Mysteries of Love: The Metaphysics of Sex》. Inner Traditions/Bear. 1991. ISBN 9780892813155.
- L'operaio nel pensiero di Ernst Jünger (1960; The Worker in the Thought of Ernst Jünger). Excerpts in English
- Cavalcare la tigre (1961) – English translation: 《Ride the Tiger: A Survival Manual for the Aristocrats of the Soul》. Inner Traditions/Bear. 2003. ISBN 9780892811250.
- Il cammino del cinabro (1963; second edition 1972) – English translation: 《The Path of Cinnabar》. Arktos. 2009. ISBN 9781907166020.
- Il Fascismo. Saggio di una analisi critica dal punto di vista della Destra (1964; second edition 1970) – English translation: 《Fascism Viewed from the Right》. Arktos. 2013. ISBN 9781907166853. And: 《Notes on the Third Reich》. Arktos. 2013. ISBN 9781907166860.[깨진 링크]

선집들
- Saggi sull'idealismo magico (1925; Essays on Magical Idealism).
- Introduzione alla magia (1927–1929; 1971) – English translation: 《Introduction to Magic: Rituals and Practical Techniques for the Magus》. Inner Traditions/Bear. 2001. ISBN 9780892816248. And: 《Introduction to Magic, Volume II: The Path of Initiatic Wisdom》. Inner Traditions/Bear. 2019. ISBN 9781620557181. And: 《Introduction to Magic, Volume III: Realizations of the Absolute Individual》. Inner Traditions/Bear. 2021. ISBN 9781620557198.
- L'arco e la clava (1968) – English translation: 《The Bow and the Club》. Arktos. 2018. ISBN 9781912079087.
- Ricognizioni. Uomini e problemi (1974) – English translation: 《Recognitions: Studies on Men and Problems from the Perspective of the Right》. Arktos. 2017. ISBN 9781912079179.
- Meditazioni delle vette (1974) – English translation: 《Meditations on the Peaks: Mountain Climbing as Metaphor for the Spiritual Quest》. Inner Traditions/Bear. 1998. ISBN 9781620550380.
- Metafisica della Guerra (1996) – English translation: 《Metaphysics of War: Battle, Victory and Death in the World of Tradition》. Arktos. 2011. ISBN 9781907166365.
- Jobboldali fiatalok kézikönyve (2012, collection of Hungarian translations of periodicals by Evola, published by Kvintesszencia Kiadó) – English translation: 《A Handbook for Right-Wing Youth》. Arktos. 2017. ISBN 9781620559789.
- 《A Traditionalist Confronts Fascism》. Arktos. 2015. ISBN 9781910524022.
- 《East & West: Comparative Studies in Pursuit of Tradition》. Counter-Currents. 2018. ISBN 9781935965664.
- 《Metaphysics of Power》. Arktos. 2021. ISBN 9781914208096.

기사와 팜플렛들
- L'Homme et son devenir selon le Vedânta. (1925; Review of Guenon's work published in 1925 in L'Idealismo Realistico).
- Il superamento dello spiritismo (1928) Il Lavoro d’Italia,11 April.
- Tre aspetti del problema ebraico (1936) – Originally published by Edizioni Mediterranee in 1936, this was also published in Italian by Edizioni di Ar, in 1978. English translation: 《Three Aspects of the Jewish Problem》. Cariou Publishing. 2014. ISBN 9782493842022.
- La tragedia della 'Guardia di Ferro - (1938) English translation: The Tragedy of the Iron Guard. Originally published in La vita italiana 309, Dec 1938.
- On the Secret of Decay (1938) – Originally written in German[2] and published by the Deutsches Volkstum magazine n. 14.
- Una vittima d'Israele (1939). Published in January 1939 in La vita Italiana.[3][4]
- Orientamenti, undici punti (1950) – English translation: 《"Orientations: Eleven Points", in A Traditionalist Confronts Fascism》. Arktos. 2015. ISBN 9781910524022.
- L’emancipazione dell’islam è una strada verso il comunismo (1957) - English translation: The emancipation of Islam is a path towards communism. Published on Meridiano d’Italia newspaper.[5] It appears this article was reprinted in the journal Roma in 1958.
- Il vampirismo ed i vampiri (1973) – English: Vampirism and Vampires. Written for journal Roma in September 1973.

에볼라에 의해 편집 그리고/혹은 번역된 작품들
- Tao Tê Ching: Il libro della via e della virtù (1923; The Book of the Way and Virtue). Second edition: Il libro del principio e della sua azione (1959; The Book of the Primary Principle and of Its Action).
- La guerra occulta: armi e fasi dell'attacco ebraico-massonico alla tradizione europea by Emmanuel Malynski and Léon de Poncins (1939) – English translation: 《The Occult War: The Judeo-Masonic Plot to Conquer the World》. Logik Förlag. 2015. ISBN 9789187339356.

## 같이 보기
- 신비주의
- 서양 밀교